# Calamotropha okanoi
Calamotropha okanoi (лат.) — вид бабочек рода Calamotropha из семейства огнёвок-травянок (Crambidae). Китай (Аньхой, Фуцзянь, Ганьсу, Гуанси, Гуйчжоу, Хэйлунцзян, Хубэй, Хунань, Цзянсу, Цзянси, Цзилинь, Ляонин, Шэньси, Сычуань, Тибет, Юньнань), Япония, Корейский полуостров.

## Описание
Молевидные бабочки средних размеров. Размах крыльев взрослой особи 15,5—17,0 мм. Calamotropha okanoi по рисунку передних крыльев сходна с C. formosella. Его можно отличить по переднему крылу с субтерминальной фасцией, выгнутой почти под прямым углом на передней 1/3; по гениталиям самца — по вальве с коротким треугольным дорсоапикальным отростком и плохо выраженным вентроапикальным отростком, тупым апикально, образованным вершиной, неглубоко вогнутой, и по везике с рядом спинообразных корнутов. У C. formosella субтерминальная фасция выгнута дугой наружу выше середины; вальва имеет мощный пальцевидный дорсоапикальный отросток и более короткий треугольный вентроапикальный отросток, образованный вершиной, глубоко вогнутой в форме буквы С, а везика имеет сильный шиповидный корнутус. Вид был описан в 1961 году польским энтомологом Stanisław Błeszyński (1927—1969).